# LET L 23 Super Blaník
Il LET L 23 Super Blaník è un aliante da addestramento biposto ad ala alta prodotto dall'azienda cecoslovacca, poi ceca Let Kunovice dagli anni ottanta.
Sviluppato dal precedente L 13 Blaník se ne differenzia principalmente per l'adozione di un diverso tettuccio, che consente una migliore visibilità, e di un nuovo impennaggio a T in luogo di quello tradizionale.

## Utilizzatori
(lista parziale)

### Militari
Brasile
- Força Aérea Brasileira

opera con 4 esemplari ridesignati TZ-23.
 Portogallo
- Força Aérea Portuguesa

 Stati Uniti
- United States Air Force
  - United States Air Force Academy

opera con 12 esemplari ridesignati TG-10B Merlin dal maggio 2002.